# 普賴爾崖 (奧次地)
80°47′S 158°50′E / 80.783°S 158.833°E
普賴爾崖（英語：Prior Cliff），是南極洲的山崖，位於奧次地，屬於邱吉爾山脈的一部分，海拔高度1,000至1,200米，以新西蘭的外交和外貿部公僕命名，現時由南極條約體系管理。